# Andrej Krob

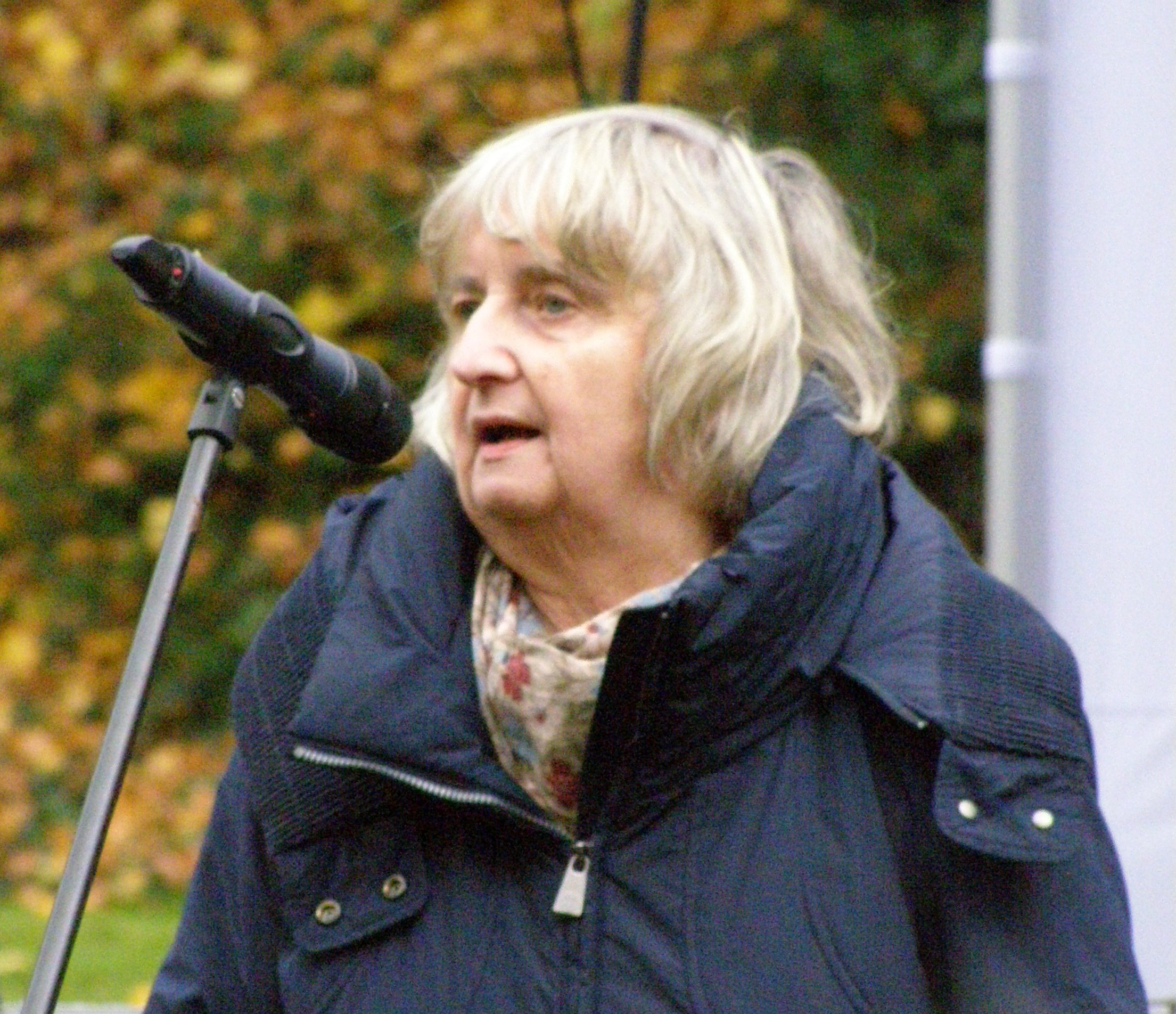
Jeho manželka Anna Freimanová

Andrej Krob (* 14. dubna 1938 Cheb) je český divadelní scenárista, herec a režisér, příslušník generace Divadla Na zábradlí šedesátých let. Mimo divadelní práce je známý svými občanskými postoji, podepsal Chartu 77, spoluzakládal Originální Videojournal, který dokumentoval obrazem situaci v Československu do konce roku 1989 nejen v prostředí disentu. Je považován za „dvorního“ režiséra Václava Havla. Po roce 1970 bylo autorovi zakázáno publikovat a být uváděn na jevištích českých divadel. Krobovo jméno je významně spojeno s českou pantomimou – Ctiborem Turbou a Borisem Hybnerem, silněji pak s Divadlem Járy Cimrmana.

## Původ a rodina
- Ze strany otce je potomkem katolických německých imigrantů (rod se usídlil v Mutějovicích v době otevírání uhelných dolů v 18. století). Rodina otce po roce 1867 migrovala dále na Volyň (jiná část do USA). Patřila k prvním usedlíkům v Malíně (stavení 28). Po roce 1880 podobně většině českých katolíků v Rusku přijala pravoslaví (násilná rusifikace). Děd Andreje Kroba, Jeroným, byl obchodníkem. Babička Anna Krobová pocházela z Turnovska a na Volyň byla prodána jako nevěsta. V době seznámení s J. Krobem, se kterým založila početnou rodinu (pět dětí), byla vdovou. Anna Krobová se stala aktivní členkou české komunity na Ukrajině, především v Kyjevě. Zastupovala předsedkyni spolku českých dam, působila ve zdravotní službě České družiny, byla členkou školních komitétů a podporovala českou vzdělanost. V letech 1922–1927 byla vězněna bolševiky na Ljublance v Moskvě. Rodina se vrátila do ČR v roce 1928. Anna Krobová obdržela za své zásluhy o český stát od prezidenta Masaryka „Revoluční medaili“. Otec Jeroným Krob studoval v Kyjevě (diplomacie, stavitelství), své vzdělání dokončil v Praze na ČVUT. Krobova matka pocházela z ruské rodiny usazené v Moskvě. Byla dcerou jednoho z čelných představitelů ruského dorevolučního družstevního hnutí N. M. Michajlova, člena moskevské dumy a vlády, poradce ministra zásobování Prozatímní vlády, esera, zednáře, který po roce 1907 strávil pět let ve vyhnanství za účast v revolučním hnutí 1905 až 1907. Michajlov byl po roce 1917 veřejně označen za nepřítele sovětského režimu v novinách Pravda (1920) a stejně tak v knize Golinkova „Pravda o vragach naroda“. V roce 1922 byl donucen k emigraci společně s celým vedením Centrosujuzu (ústředí družstev), kde zastával funkci obchodního ředitele. Poté žil v Paříži, Londýně a v Praze, kde působil v ruském zahraničním archivu. BJako člen ZEMGORU byl pověřený otázkami utečenců v Řecku a Československu, v roce 1928 byl členem revizní komise v Paříži a členem zednářské lože. Děti Michajlova žily z části v Řecku, nejmladší se vzdělávaly v RČS. Bratr matky, tajemník agrárního politika Maslova, byl z Prahy unesen v roce 1945 a strávil 16 let v sovětských táborech.

- Andrej Krob se vyučil montérem mostních konstrukcí, po dvouleté základní vojenské službě a krátkém období práce na vodních vrtech v Adršpachu je jeho osud pevně spojen s českým divadlem.

- Andrej Krob má čtyři dcery. Osvojenou Lucii, a vlastní dcery šansoniérku a herečku Sylvu Krobovou, Terezu Krobovou a Kateřinu Krobovou, scenáristku a dramaturgyni (ČT). Manželkou Andreje Kroba je Anna Freimanová, sestra herečky Veroniky Freimanové. Anna Freimanová byla dlouhé období (od 70. let 20ů století) osobní asistentkou Václava Havla a dnes spravuje jeho literární odkaz v Knihovně Václava Havla. Sestra Andreje Kroba, Marina Bačkovská, je překladatelkou a tlumočnicí. Jejím manželem byl generál Ing. Jan Bačkovský. Andrej Krob je strýcem jedné z výrazných postav současného českého výtvarného umění akademického malíře Jana Bačkovského.

## Aktivity Andreje Kroba

### Divadlo Na zábradlí
Od roku 1963 Krob působil v Divadle Na zábradlí (DNZ) jako vedoucí jevištní techniky, asistent a herec. Zde se znovu potkal s Václavem Havlem, s nímž předtím absolvoval základní vojenskou službu. Jejich vztah byl později zpečetěn místem Hrádeček u Vlčic, kde si vedle rodinné chalupy Krobů kupuje venkovský dům i Václav Havel a kde později vzniká fenomén Hrádeček jako jedno z center kulturního života v době normalizace. Osobní vztah s Václavem Havlem nejlépe dokumentuje skutečnost, že manželé Krobovi byli posledními hosty rodiny Havlových před smrtí Olgy Havlové a A. Krob byl také jedním z těch, kdo později strávil s Václavem Havlem poslední týdny, dny a hodiny jeho života.
V Divadle Na zábradlí došlo k osudovému setkání s režisérem Janem Grossmanem i Liborem a Anettou Fárovými. Krob se díky Grossmanově metodě práce podílí na jeho inscenacích drobnými nápady i mikrorežiemi. Jejich vztah byl vztahem učitele a žáka... V roce 1966 se Krob při vystoupeních v DNZ seznámil s Leonidem Jengibarovem, arménsko-ruským mimem, který tehdy svým projevem okouzlil Prahu. I díky svému částečně ruskému původu se Krob stává Jengibarovým přítelem a pražským průvodcem. V roce 1967 Krob z Divadla Na zábradlí odchází pro neshody s nadřízeným i ředitelem Vladimírem Vodičkou.
V roce 1975 se nakrátko vrací do DNZ jako šéf jevištní techniky Pantomimy Ladislava Fialky ale po provedení Žebrácké opery (od několik let zakázaného autora Václava Havla) v Horních Počernicích byl okamžitě propuštěn. Událost je spojena s Divadlem Na tahu, které se schází poprvé schází v roce 1974. Představení sehráli členové souboru: Viktor Spousta, Jan Hraběta, Jan Kašpar, Jana Tůmová, Lída Michalová, Zdena Žďárská, Jana Řípová-Sekyrová, Zina Kuščynská, Anna Kotková, Renata Wernerová-Medunová, Ivana Losová-Vostárková, Saša Bačkovský, André Černoušek, Prokop Voskovec, Jiří Hasák a Alena Hasáková. Technicky představení zajišťovali Aleš Konarovský, Karel Bureš a rodinní příslušníci. Krob v roce 1974 zakládá tradici Zahradních slavností na Hrádečku.
Počernické představení se setkalo s živým zájmem StB. Andrej Krob byl spolu s Annou Kotkovou, Ivanou Losovou-Vostárkovou, Sašou Bačkovským a dalšími vyslýchán StB, část souboru byla perzekvována, stejně jako někteří z diváků... V té době byl tedy Andrej Krob již aktivní v disentu a stal se objektem dlouhodobého zájmu Státní bezpečnosti.

### Zámek Březnice
Po odchodu z DNZ v roce 1967 začal Krob působit jako kastelán na zámku Březnice. Zde založil spolu s učitelkou českého jazyka amatérské divadlo složené ze studentů místní střední školy. Toto divadlo bylo oceněno za provedení hry „Král Ubu“ na festivalu amatérských divadel v Hronově i na festivalu amatérských souborů v Belgii. Premiéry inscenace v Březnici se na Krobovo pozvání účastní Jan Grossman i Václav Havel. Kvalita představení i Krobův dramaturgický přístup k inscenaci vede Jana Grossmana k naléhavé výzvě, aby se Andrej Krob okamžitě vrátil do Divadla Na zábradlí.

### Reduta
Po invaze vojsk Varšavské smlouvy do Československa byl umělecký šéf činohry Divadla Na zábradlí Jan Grossman z divadla propuštěn a nastupující normalizace na divadlo krutě dopadla. Krob zprvu spolupracoval s Grossmanovým nástupcem J. Gilarem, ale po jeho emigraci odešel a stal se šéfem techniky Pantomimy Aldreda Jarryho v pražské Redutě. Už v roce 1968 se v průběhu pantomimického festivalu seznámil se Ctiborem Turbou a Borisem Hybnerem, posléze pak s Richardem Rýdou, Josefem Platzem a Bolkem Polívkou, se kterými pak v Redutě spolupracoval na Turbových a Hybnerových individuálních projektech i po rozpadu tohoto souboru. A. Krob s nimi podnikal i četné zahraniční cesty. Byl rovněž členem legendárního Cirkusu Alfred (1973–1979), kterým se Ctibor Turba stává jedním z věrozvěstů Nového cirkusu.

### Originální videojournal
Na přelomu let 1976/1977 se Krob stal jedním z prvních signatářů Charty 77, po vyhození z DZN opustil i ostatní divadelní projekty a živil se po dlouhou dobu jako montér těsnění oken. Spoluzakládal Originální videojournal, který dokumentoval život českého disentu.

### Divadlo Járy Cimrmana
Od první poloviny 70. let se stává také členem souboru Divadla Járy Cimrmana a přivádí do souboru Jana Hrabětu, Jana Kašpara, Václava Kotka a další. Hrál v těchto rolích:
- Vyšetřování ztráty třídní knihy – asistent (v semináři, část „Názorné a úlekové fixace“)
- Hospoda na Mýtince – student cimrmanologie a Inspektor Trachta
- Němý Bobeš – Papoušek a Baronova matka
- Cimrman v říši hudby – asistent (nosič pití, nosič kytek)
- Dlouhý, široký a Krátkozraký – technik v semináři a Pocestný
- Posel z Liptákova – Vnuk Járy Cimrmana pan Schmoranz

Od této doby se datuje jeho velmi silné a pevné přátelství s Ladislavem Smoljakem, které vyvrcholí Smoljakovou účastí na práci Krobova Divadla na tahu po roce 1989. Ke Krobově návratu došlo v 90. letech kdy alternoval chvíli Smila Fleka z Nohavic v Blaníku a dvakrát sehrál i Aloise Formánka v Lijavci. Brzy divadlo opět opouští. Od roku 2013 pak vystupuje v Českém Nebi v roli Praotce Čecha.

### Po roce 1989
Po roce 1989 se plně věnoval divadelní režii. Jako divadelní režisér hostoval v mnoha českých i zahraničních divadlech. Mezi význačné práce patří i inscenace Havlových her na profesionálních scénách: hry „Audience“, „Vernisáž“ a „Žebrácká opera“ v Polsku v divadle C. K. Norwida v Jelení Hoře, „Pokoušení“, „Vyrozumění“, „Odcházení“ v Klicperově divadle v Hradci Králové, „Largo desolato“ v Karlových Varech, či „Ztížená možnost soustředění“ v Divadle na zábradlí. Režíroval také Shakespearova Hamleta v divadle v Chebu a v Klicperově divadle v Hradci Králové inscenoval hru Josefa Topola „Sbohem, Sokrate“. Novou éru Krobovy práce začíná spolupráce s dramatikem René Levínským. Spolupracuje s „Nejhodnějšími medvíky“ z Hradce Králové, Billbo Campagnie Jiřího Reidingera. V prosinci roku 2005 vystoupil s Václavem Havlem v pořadu ČT dramaturga Jana Kratochvíla (syn M. V. Kratochvíla, spolupracovník Ctibora Turby, klíčová postava projektů Cirkus Alfred, Divadelní pouť a dalších) „Noc s Andělem“, ve kterém oba odhalili zákulisí svého vztahu. V pořadu vystoupili také Ladislav Smoljak a Sylvie Krobová. Pořad byl připraven ve spolupráci se Sašou Bačkovským.
Andrej Krob také natočil několik dokumentárních snímků pro Českou televizi, mezi jinými seriál jedenácti dílů pro cyklus „Samizdaty“ a sedm dílů pro „Ateliéry“ či hodinový dokument „Magor“. Prací Andreje Kroba je dokumentární film „Fenomén Hrádeček aneb Strašidla pod Břečtejnem“ natočený v r.2006 ve spolupráci s Jiřím Reidingerem a producentem Čestmírem Kopeckým.
Andrej Krob byl pedagogem Vyšší odborné školy herecké v Praze.
Dvorním výtvarníkem Krobových inscenací je scénograf Jan Dušek.
Poslední inscenací Andreje Kroba je Havlova hra „Asanace“ v Klicperově divadle, jejíž premiéra patřila k vrcholným divadelním zážitkům sezóny 2016. Na této inscenaci se neprojevil vztah Andreje Kroba s Dagmar Havlovou, který lze, nehledě na silnou podporu vztahu Dagmar Veškrnové a Václava Havla ze strany Andreje Kroba, dnes považovat za krajně napjatý ze strany dramatikovy vdovy. Inscenace byla málem zmařena vysokými finančními nároky nositelky autorských práv.
Andrej Krob patří k silným osobnostem českého divadla, které vzešly z pionýrské doby divadla malých forem z počátku 60. let. Jeho osud je jakoby odvozen z divadelního světa génia Jana Grossmana. Pro divadlo objevil mnoho talentů. Vytvořil si osobitý styl režijní práce s neherci, jehož prvky uplatňuje i při práci s profesionály.
Nyní působí v Divadle Járy Cimrmana v představení České Nebe. Zdědil po Janu Kašparovi roli Praotce Čecha.